# La Roche-Guyon
La Roche-Guyon är en kommun i departementet Val-d'Oise i regionen Île-de-France i norra Frankrike. Kommunen ligger i kantonen Magny-en-Vexin som tillhör arrondissementet Pontoise. År 2022 hade La Roche-Guyon 423 invånare.

## Befolkningsutveckling
Antalet invånare i kommunen La Roche-Guyon
| Referens: INSEE |